# Neoplocaederus lymphaticus
Neoplocaederus lymphaticus es una especie de escarabajo longicornio del género Neoplocaederus, tribu Cerambycini, subfamilia Cerambycinae. Fue descrita científicamente por Lameere en 1890.

## Descripción
Mide 25-30 milímetros de longitud.

## Distribución
Se distribuye por India y Bangladés.